# Lago Barombi Mbo
El lago Barombi Mbo o Barombi-ma-Mbu es un lago volcánico cercano de Kumba, en la región suroeste de Camerún. Se encuentra en la cadena volcánica camerunesa y es el lago volcánico más grande de la región. Es uno de los lagos datados por radiocarbono más antiguos de África, y su flujo de lava más reciente tiene aproximadamente un millón de años.  En los antiguos mapas coloniales, la zona era conocida como Mar de Elefanten (Lago de los Elefantes), pero los elefantes que vivían en la zona fueron exterminados debido al comercio de marfil.
En las proximidades del lago Barombi Mbo residen diferentes grupos étnicos, entre ellos los konabembé y los pigmeos baka. El lago fue designado como sitio Ramsar el 8 de octubre de 2006.

## Historia

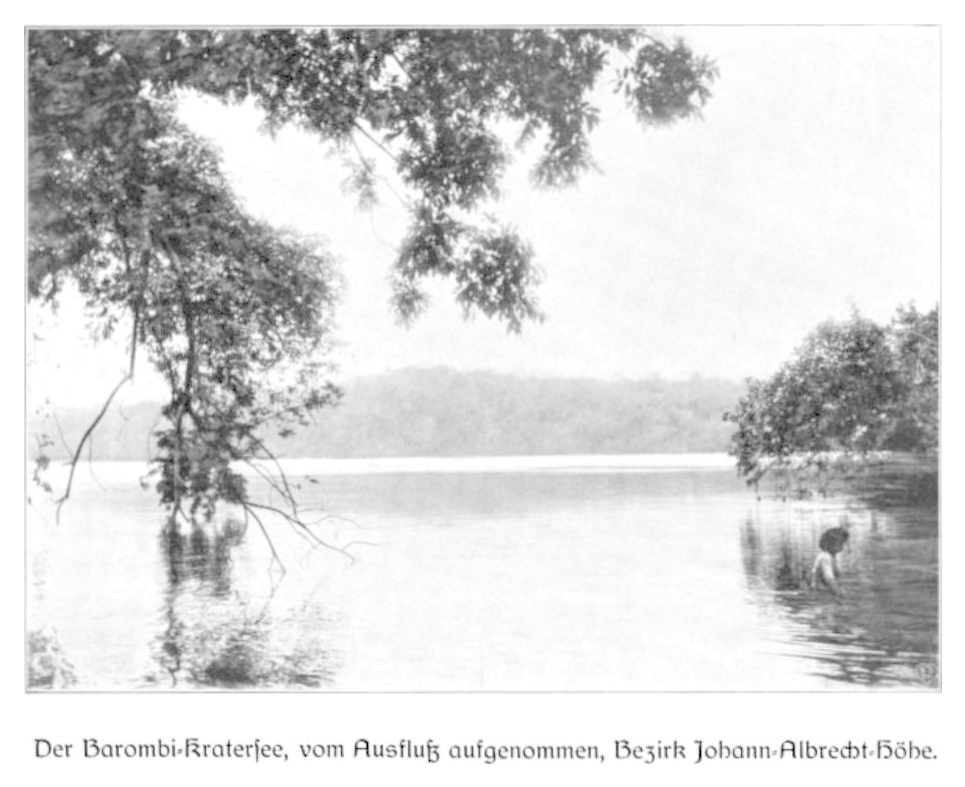
El lago del cráter Barombi (fotografía anterior a 1904)

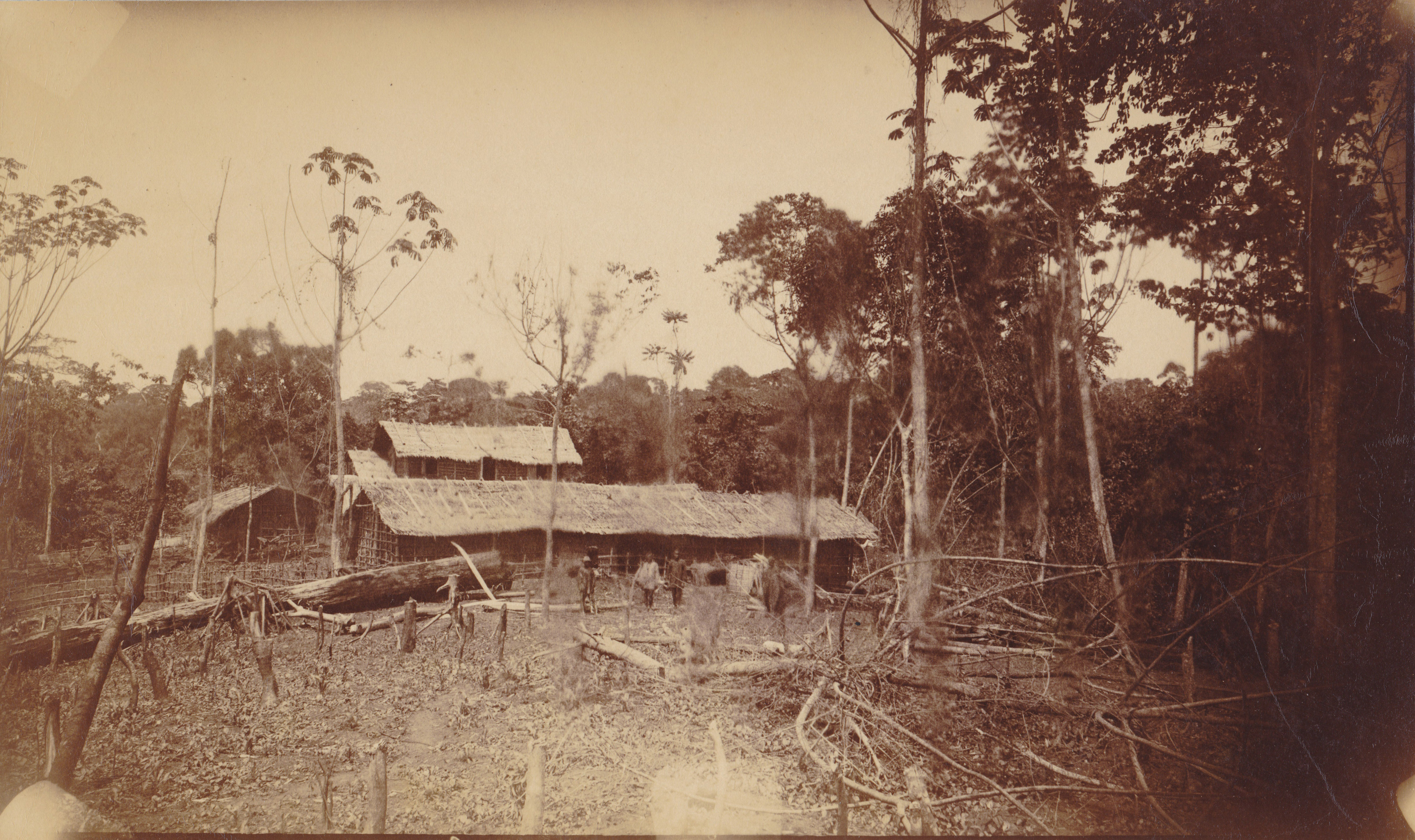
Construcción de la estación Barombi en Elephant Lake alrededor de 1888

El primer europeo en llegar al lago fue el geólogo polaco Clemens Toraczek a principios de la década de 1880. El explorador Stefan Szolc-Rogoziński ya había llegado a sus inmediaciones.
Durante la época de la colonia alemana de Camerún, Barombi Mbo también se le llamaba Lago de los Elefantes. En aquella época, los elefantes aún eran frecuentes en la orilla del lago, pero su avistamiento se volvió menos frecuente poco después de 1900. En 1888, los exploradores y colonialistas alemanes Eugen Zintgraff y Karl Zeuner fundaron la Estación Barombi en la orilla sureste del lago desde donde se enviaban expediciones al interior de Camerún. Tras varios años de cierre, la estación reabrió sus puertas en 1895 con el nombre de Johann-Albrechts-Höhe, en honor al enotnces presidente de la Sociedad Colonial Alemana, Johann Albrecht von Mecklenburg.
El autor alemán Eginhard von Barfus escribió la novela Am Elefantensee (En el lago de los elefantes) de 1896, en la que el lago es el foco principal de una historia de aventuras.
En 1985, la República Unida de Camerún emitió un sello de 60 francos que representaba el lago Barumbi en Kumba.

## Características
El lago fue examinado por el geógrafo alemán Kurt Hassert en 1912. Con un diámetro de 2,5 y 1000 km de circunferencia, este lago casi circular es el más grande de los lagos de cráter del oeste de Camerún. Se encuentra a unos 280 metros sobre el nivel del mar, entre las montañas Rumpi y Bakossi, a unos 2,5 kilómetros al noroeste de Kumba. Se encuentra en el cráter de un estratovolcán extinto. El interior de la pared del cráter es casi vertical y alcanza los 90 m de profundidad. La profundidad máxima del lago es de 111 metros.
El lago se alimenta exclusivamente de agua de lluvia y tiene un desagüe en el extremo sur que desemboca en el sistema del río Mungo. Se construyó una pequeña presa en el desagüe, por lo que ya no se presentan las fluctuaciones típicas del nivel del agua, de aproximadamente un metro. Sus orillas están arboladas. Hay zonas rocosas y arenosas, así como manchas de hojarasca y árboles caídos. El lago está cubierto de plantas acuáticas hasta una profundidad de cuatro metros. La visibilidad bajo el agua es muy buena, alcanzando unos diez metros.
No debe confundirse con el lago Barombi Koto, situado a 25 km al suroeste, que desemboca en el río Meme.

## Biología
Se han registrado 15 especies de peces en el lago.  Entre otros, esto incluye Labeobarbus batesii, miembro del grupo de especies Fundulopanchax mirabilis, y el bagre endémico Clarias maclareni. Quizás lo más notable sean las 11 especies de cíclidos endémicos del lago (Konia spp., Stomatepia spp., Myaka myaka, Pungu maclareni, Sarotherodon caroli, S. linnellii, S. lohbergeri y S. steinbachi). Estos cíclidos son comúnmente reconocidos como un excelente ejemplo de especiación simpátrica, pero los estudios indican que no fueron el resultado de un solo evento fundador. El lago está fuertemente estratificado con esencialmente nada de oxígeno a niveles de más de 40 de profundidad, lo que significa que los peces están restringidos a las partes superiores más cercanas a la superficie del lago.  Sin embargo, una de las especies de cíclidos, Konia dikume, tiene un nivel inusualmente alto de hemoglobina en su sangre, lo que le permite ingresar brevemente al agua de poco oxígeno para alimentarse de gusanos de cristal. Otras especies de cíclidos en el lago incluyen alimentadores generalistas y especialistas. Un especialista altamente inusual es Pungu maclareni, que se alimenta principalmente de la esponja endémica Corvospongilla thysi. Todos los cíclidos de Barombi Mbo son incubadores bucales. Además de la esponja, el lago es hogar de una especie endémica de camarón del género Caridina.
Todos los peces endémicos se encuentran gravemente amenazados por la contaminación y la sedimentación causadas por las actividades humanas. También podrían verse amenazados por las grandes emisiones de dióxido de carbono (CO2) del fondo del lago (compárese con el Lago Nyos, por ejemplo), aunque los estudios indican que Barombo Mbo carece de cantidades excesivas de este gas. La pesca comercial está prohibida en el lago. Sin embargo, la pesca extensiva de subsistencia ha provocado descensos en la población de cíclidos Barombi Mbo, pero se está adoptando una estrategia de transición hacia prácticas más sostenibles.

## Ecología
La calidad del agua se considera muy buena y, con un tratamiento mínimo en el pasado, ya es potable. El suministro de agua municipal del sector de Kumba se alimenta del lago.
El lago se encuentra dentro del asentamiento del pueblo Oroko. Solo una pequeña aldea se encuentra en la orilla occidental, ya que sus aguas se consideran mágicas. Solo los residentes de la cercana aldea de Barombi utilizan el lago para la pesca. La sobrepesca, la deforestación de las orillas y la contaminación del lago con productos químicos agrícolas ponen en peligro su flora y fauna.